# SC Böckingen
Der SC Böckingen ist ein Fußballverein aus dem Heilbronner Stadtteil Böckingen. Die erste Mannschaft nahm unter dem Namen SK Böckingen viermal an der ATSB-Meisterschaft teil.

## Geschichte
Im Jahre 1913 wurde im Freien Turnerbund Böckingen eine Fußballabteilung gegründet, die am Spielbetrieb des ATSB teilnahm und von Seiten der Presse als SK Böckingen bezeichnet wurde. 1920 stieg die Mannschaft in die höchste Spielklasse auf und wurde im Jahre 1926 erstmals württembergischer Meister. In den anschließenden Spielen um die süddeutsche Meisterschaft schied die Mannschaft gegen die FT Frankfurt-Westend nach einer 1:4-Niederlage aus. Zwei Jahre später erreichten die Böckinger das Endspiel um die süddeutsche Meisterschaft, das mit einer 2:3-Niederlage nach Verlängerung gegen die FT Frankfurt-Westend endete. 1929 war das Halbfinale der deutschen ATSB-Meisterschaft erneut in Reichweite, allerdings verlor Böckingen das Entscheidungsspiel um die süddeutsche Meisterschaft gegen die FTSV Weiden im Stuttgarter Neckarstadion mit 0:1. Auch im vierten Anlauf 1930 scheiterten die Böckinger, als sie im letzten Gruppenspiel um die süddeutsche Meisterschaft gegen Vorwärts Neu-Isenburg mit 1:2 unterlagen.
Mit der Machtübernahme der Nationalsozialisten im Jahre 1933 wurde der Verein verboten und aufgelöst. Am 12. Januar 1946 wurde als Nachfolger die Sport- und Kulturgemeinde Böckingen gegründet. Die Fußballabteilung firmierte unter dem Namen SC Böckingen, der nun am Spielbetrieb des Deutschen Fußball-Bundes teilnahm. Im Jahre 1956 stiegen die Böckinger in die 2. Amateurliga Württemberg auf und erreichten in der Aufstiegssaison 1956/57 den vierten Platz. Fünf Jahre später stieg die Mannschaft ab und spielt seitdem, abgesehen von der Bezirksligasaison 1996/97, lediglich auf Kreisebene.